# Gomez
Gomez – angielski zespół rockowy, założony w 1996 w Southport. Laureat Mercury Music Prize za album Bring It On w 1998.

## Dyskografia

### Albumy studyjne
| Rok  | Tytuł                                                                        | Pozycja na listach | Pozycja na listach | Pozycja na listach | Pozycja na listach | Pozycja na listach | Pozycja na listach | Pozycja na listach | Pozycja na listach | Certyfikaty     |
| Rok  | Tytuł                                                                        | U.K.               | AUS                | CAN                | N.Z.               | NOR                | U.S.               | U.S. Heat          | U.S. Indie         | Certyfikaty     |
| ---- | ---------------------------------------------------------------------------- | ------------------ | ------------------ | ------------------ | ------------------ | ------------------ | ------------------ | ------------------ | ------------------ | --------------- |
| 1998 | Bring It On - Wydany: 13 kwietnia 1998 - Wytwórnia: Hut / Virgin             | 11                 | -                  | -                  | -                  | -                  | -                  | -                  | -                  | - BPI: Platinum |
| 1999 | Liquid Skin - Wydany: 13 września 1999 - Wytwórnia: Hut / Virgin             | 2                  | 9                  | 49                 | 40                 | 19                 | -                  | 30                 | -                  | - BPI: Platinum |
| 2002 | In Our Gun - Wydany: 18 marca 2002 - Wytwórnia: Hut / Virgin                 | 8                  | 5                  | -                  | 13                 | -                  | -                  | 37                 | -                  | - BPI: Silver   |
| 2004 | Split the Difference - Wydany: 17 maja 2004 - Wytwórnia: Hut / Virgin        | 35                 | 24                 | -                  | 39                 | -                  | 191                | 11                 | -                  |                 |
| 2006 | How We Operate - Wydany: 2 maja 2006 - Wytwórnia: ATO / Independiente        | 69                 | 37                 | -                  | -                  | -                  | 106                | 1                  | 7                  |                 |
| 2009 | A New Tide - Wydany: 30 marca 2009 - Wytwórnia: ATO, Eat Sleep               | 63                 | 40                 | -                  | -                  | -                  | 60                 | -                  | 5                  |                 |
| 2011 | Whatever’s on Your Mind - Wydany: 6 czerwca 2011 - Wytwórnia: ATO, Eat Sleep | 65                 | 63                 | -                  | -                  | -                  | 81                 | -                  | 11                 |                 |

### Albumy koncertowe
| Rok  | Tytuł                                                                         | Pozycje na listach | Pozycje na listach | Pozycje na listach | Pozycje na listach | Pozycje na listach | Pozycje na listach | Pozycje na listach |
| Rok  | Tytuł                                                                         | U.K.               | AUS                | CAN                | N.Z.               | NOR                | U.S.               | U.S. Heat          |
| ---- | ----------------------------------------------------------------------------- | ------------------ | ------------------ | ------------------ | ------------------ | ------------------ | ------------------ | ------------------ |
| 2005 | Out West - Wydany: 7 czerwca 2005 - Wytwórnia: Independiente / ATO / Sony BMG | 145                | -                  | -                  | -                  | -                  | -                  | 46                 |

### Kompilacje
| Rok  | Tytuł                                                                                   | Pozycja | Pozycja | Pozycja | Pozycja | Pozycja | Pozycja | Pozycja   | certyfikaty   |
| Rok  | Tytuł                                                                                   | U.K.    | AUS     | CAN     | N.Z.    | NOR     | U.S.    | U.S. Heat | certyfikaty   |
| ---- | --------------------------------------------------------------------------------------- | ------- | ------- | ------- | ------- | ------- | ------- | --------- | ------------- |
| 2000 | Abandoned Shopping Trolley Hotline - Wydany: 25 września 2000 - Wytwórnia: Hut / Virgin | 10      | -       | -       | -       | -       | -       | 44        | - BPI: Silver |
| 2006 | Five Men in a Hut - Wydany: 25 września 2006 - Wytwórnia: Hut / Virgin                  | -       | -       | -       | -       | -       | -       | -         |               |

### EP
| Rok  | Tytuł |
| ---- | --- |
| 2000 | Machismo E.P. - Wydany: Maj 2000 - Wytwórnia: Hut / Virgin - Pozycje na listach: #1 (UK Indie), #48 (AUS) |
| 2002 | Detroit Swing '66/Ping One Down - Wydany: 1 lipca 2002 - Wytwórnia: Hut / Virgin                          |
| 2006 | See the World E.P. - Wydany: October 2006                                                                 |
| 2006 | Girlshapedlovedrug E.P. - Wydany: 13 listopada 2006                                                       |

### Single
| Year | Year         | Tytuł                             | UK  | Album                   |
| ---- | ------------ | --------------------------------- | --- | ----------------------- |
| 1998 | 6 kwietnia   | "78 Stone Wobble"                 | 44  | Bring It On             |
| 1998 | 8 czerwca    | "Get Myself Arrested"             | 45  | Bring It On             |
| 1998 | 7 września   | "Whippin' Piccadilly"             | 35  | Bring It On             |
| 1999 | 5 lipca      | "Bring It On"                     | 21  | Liquid Skin             |
| 1999 | 6 września   | "Rhythm & Blues Alibi"            | 18  | Liquid Skin             |
| 1999 | 22 listopada | "We Haven't Turned Around"        | 38  | Liquid Skin             |
| 2002 | 11 marca     | "Shot Shot"                       | 28  | In Our Gun              |
| 2002 | 10 czerwca   | "Sound of Sounds / Ping One Down" | 48  | In Our Gun              |
| 2004 | 15 marca     | "Catch Me Up"                     | 36  | Split the Difference    |
| 2005 | 17 maja      | "Silence"                         | 41  | Split the Difference    |
| 2005 | 6 września   | "Sweet Virginia"                  | - 1 | Split the Difference    |
| 2006 | 17 kwietnia  | "How We Operate"                  | -   | How We Operate          |
| 2006 | 29 maja      | "Girlshapedlovedrug"              | 66  | How We Operate          |
| 2006 | 4 września   | "See the World"                   | 107 | How We Operate          |
| 2009 | 13 kwietnia  | "Airstream Driver"                | -   | A New Tide              |
| 2009 | 17 sierpnia  | "Little Pieces"                   | -   | A New Tide              |
| 2011 | 31 maja      | "Options"                         | 76  | Whatever’s on Your Mind |

1 Notowany w zestawieniu UK Indie Chart na 42. miejscu.

### DVD
| Rok  | Tytuł                                                                  |
| ---- | ---------------------------------------------------------------------- |
| 2006 | Five Men in a Hut - Wydany: 25 września 2006 - Wytwórnia: Hut / Virgin |

### Inne nagrania
- The Saturday Sessions: The Dermot O'Leary Show (2007) - "Wichita Lineman"
- Endless Highway: The Music of The Band - "Up On Cripple Creek"